# Bitwa pod Mentaną
Bitwa pod Mentaną – starcie zbrojne, które miało miejsce 3 listopada 1867 roku pomiędzy włoskimi ochotnikami i wojskami francuskimi.
Konwencja wrześniowa gwarantowała wycofanie sił francuskich z Rzymu, w zamian za co rząd włoski miał gwarantować nienaruszalność Państwa Kościelnego. Jednak bardziej radykalni przywódcy włoscy, jak Giuseppe Mazzini i Giuseppe Garibaldi byli przeciwnikami tego układu i dążyli do zajęcia Rzymu. Francja z kolei wspierała niezależność papieża, którego armia została znacząco wzmocniona żołnierzami francuskimi, oficjalnie zwolnionymi ze służby ochotnikami (tzw. Legion Antibes). Papieski minister wojny, gen. Hermann Kanzler, rozbudował i zreorganizował armię rzymską, tzw. żuawów papieskich.
W lecie 1867 Garibaldi, wykorzystując okres wyborczy, rozpoczął zbieranie ochotników. Na polecenie rządu włoskiego został aresztowany i odesłany do swego domu rodzinnego na wyspie Caprera, skąd uciekł w październiku i 20 tego miesiąca objął oficjalnie dowództwo nad ochotnikami w Terni. Na wieść o ucieczce Garibaldiego, 16 października rząd francuski podjął decyzję o interwencji na rzecz papieża, a 24 – o natychmiastowym wysłaniu wojsk. Korpus ekspedycyjny, ok. 3 tys. żołnierzy, wylądował w Civitavecchia 28–29 października.
W międzyczasie Garibaldi usiłował wywołać powstanie w Rzymie, ale upadło ono po kilku dniach. Wysłana przez niego niewielka ekspedycja z bronią została zdradzona i rozbita. On sam 25 października rozbił oddział wojsk papieskich pod Monte Rotondo, które zajął 26. Następnie odszedł pod Rzym, licząc na sukces powstania, które nie miało szans wobec obecności trzynastotysięcznej armii papieskiej; czekał do 1 listopada, nieświadomy lądowania oddziałów francuskich, a następnie pomaszerował przez Tivoli.
Garibaldi zgromadził ok. 12 tys. ludzi, w większości słabo uzbrojonych (tylko 5 armat) i źle zorganizowanych – między 1 a 3 listopada połowa z nich zdezerterowała, tak że jego siły oraz wojska papiesko-francuskie były mniej więcej równo liczne (po ok. 6 tys. żołnierzy). Obie strony spotkały się pod wioską Mentana. Oddziały Garibaldiego broniły się dzielnie, ale uległy atakowi Francuzów, uzbrojonych w nowe odtylcowe karabiny Chassepota, które okazały się niezwykle skuteczne, zadając włoskim ochotnikom znaczne straty.
Garibaldi wycofał się poza granice papieskie, został następnie aresztowany i osadzony w twierdzy w Varignano. Oddziały francuskie pozostały w Rzymie do 1870, gdy wybuchła wojna francusko-pruska.